# Тур Швейцарии 1973
37-я гонка Тура Швейцарии — шоссейная многодневная велогонка по дорогам Швейцарии. Гонка проводилась с 15 по 22 июня 1973 года. Победу одержал испанский велогонщик Хосе Мануэль Фуэнте, став первым представителем своей страны, победившим на Туре Швейцарии.

## Маршрут
Гонка состояла из 10 этапов, общей протяженностью 1288,6 километра. Этапы 3 и 10 были проведены в формате индивидуальной раздельной гонки. Этап 7 был отменён из-за плохих погодных условий.
| Этап | Дата   | Маршрут                  | type                    | Длина (км) | Победитель          | Лидер генеральной классификации |
| ---- | ------ | ------------------------ | ----------------------- | ---------- | ------------------- | ------------------------------- |
| 1    | 15 июн | Цюрих – Хендшикен        |                         | 215        | Сид Баррас          | Сид Баррас                      |
| 2    | 16 июн | Хендшикен – Зибнен       |                         | 98         | Вилли Де Гест       | Вилли Де Гест                   |
| 3    | 16 июн | Зибнен – Саттелегг       | индивидуальная разделка | 13         | Фабрицио Фаббри     | Фабрицио Фаббри                 |
| 4    | 17 июн | Зибнен – Локарно         |                         | 253        | Херман Ван Спрингел | Фабрицио Фаббри                 |
| 5    | 18 июн | Локарно – Grächen        |                         | 183        | Хосе Мануэль Фуэнте | Фабрицио Фаббри                 |
| 6    | 19 июн | Grächen – Майринген      |                         | 199        | Хосе Мануэль Фуэнте | Хосе Мануэль Фуэнте             |
| 7    | 20 июн | Майринген – Ла-Шо-де-Фон |                         | 121        | этап отменён        | Хосе Мануэль Фуэнте             |
| 8    | 21 июн | Ла-Шо-де-Фон – Шупфарт   |                         | 191        | Доминго Перурена    | Хосе Мануэль Фуэнте             |
| 9    | 22 июн | Шупфарт – Ольтен         |                         | 97         | Роберто Сорлини     | Хосе Мануэль Фуэнте             |
| 10   | 22 июн | Ольтен – Ольтен          | индивидуальная разделка | 24,6       | Йёста Петтерссон    | Хосе Мануэль Фуэнте             |

## Итоговое положение
| \| Генеральная классификация \| Генеральная классификация \| Генеральная классификация \| Генеральная классификация \| Генеральная классификация \| \| Гонщик \| Гонщик \| Команда \| Время \| \| \| ------------------------- \| ------------------------- \| ------------------------- \| ------------------------- \| ------------------------- \| \| 1-й \| Хосе Мануэль Фуэнте \| Kas-Kaskol \| 36ч 36' 47 \| \| \| 2-й \| Донато Джульяни \| Filotex \| + 4' 45 \| \| \| 3-й \| Владимиро Паницца \| G.B.C.-Sony-Furzi \| + 5' 35 \| \| \| 4-й \| Франсиско Гальдос \| Kas-Kaskol \| + 6' 14 \| \| \| 5-й \| Энрико Паолини \| Scic \| + 6' 31 \| \| \| 6-й \| Сильвано Скьявон \| Magniflex \| + 7' 50 \| \| \| 7-й \| Йёста Петтерссон \| Scic \| + 7' 53 \| \| \| 8-й \| Фабрицио Фаббри \| \| + 8' 58 \| \| \| 9-й \| Лино Фарисато \| \| + 10' 05 \| \| \| 10-й \| Luciano Conati \| Scic \| + 11' 52 \| \| |                     |                   |            |
| |                     |                   |            |
| |                     |                   |            |
| Генеральная классификация |                     |                   |            |
| Гонщик | Гонщик              | Команда           | Время      |
| 1-й | Хосе Мануэль Фуэнте | Kas-Kaskol        | 36ч 36' 47 |
| 2-й | Донато Джульяни     | Filotex           | + 4' 45    |
| 3-й | Владимиро Паницца   | G.B.C.-Sony-Furzi | + 5' 35    |
| 4-й | Франсиско Гальдос   | Kas-Kaskol        | + 6' 14    |
| 5-й | Энрико Паолини      | Scic              | + 6' 31    |
| 6-й | Сильвано Скьявон    | Magniflex         | + 7' 50    |
| 7-й | Йёста Петтерссон    | Scic              | + 7' 53    |
| 8-й | Фабрицио Фаббри     |                   | + 8' 58    |
| 9-й | Лино Фарисато       |                   | + 10' 05   |
| 10-й | Luciano Conati      | Scic              | + 11' 52   |

| Очковая классификация | Очковая классификация | Очковая классификация | Очковая классификация | Очковая классификация |
| Гонщик                | Гонщик                | Команда               | Очки                  |                       |
| --------------------- | --------------------- | --------------------- | --------------------- | --------------------- |
| 1-й                   | Энрико Паолини        | Scic                  | 157 очков             |                       |
| 2-й                   | Фабрицио Фаббри       |                       | 131 очков             |                       |
| 3-й                   | Вилли Де Гест         | Rokado-De Gribaldy    | 116 очков             |                       |

| Очковая классификация | Очковая классификация | Очковая классификация | Очковая классификация | Очковая классификация |
| Гонщик                | Гонщик                | Команда               | Очки                  |                       |
| --------------------- | --------------------- | --------------------- | --------------------- | --------------------- |
| 1-й                   | Энрико Паолини        | Scic                  | 157 очков             |                       |
| 2-й                   | Фабрицио Фаббри       |                       | 131 очков             |                       |
| 3-й                   | Вилли Де Гест         | Rokado-De Gribaldy    | 116 очков             |                       |

| Горная классификация | Горная классификация | Горная классификация | Горная классификация | Горная классификация |
| Гонщик               | Гонщик               | Команда              | Очки                 |                      |
| -------------------- | -------------------- | -------------------- | -------------------- | -------------------- |
| 1-й                  | Хосе Мануэль Фуэнте  | Kas-Kaskol           | 67 очков             |                      |
| 2-й                  | Донато Джульяни      | Filotex              | 36 очков             |                      |
| 3-й                  | Luciano Conati       | Scic                 | 33 очков             |                      |

| Горная классификация | Горная классификация | Горная классификация | Горная классификация | Горная классификация |
| Гонщик               | Гонщик               | Команда              | Очки                 |                      |
| -------------------- | -------------------- | -------------------- | -------------------- | -------------------- |
| 1-й                  | Хосе Мануэль Фуэнте  | Kas-Kaskol           | 67 очков             |                      |
| 2-й                  | Донато Джульяни      | Filotex              | 36 очков             |                      |
| 3-й                  | Luciano Conati       | Scic                 | 33 очков             |                      |

| Командная классификация по времени | Командная классификация по времени | Командная классификация по времени | Командная классификация по времени |
| Команда                            | Команда                            | Время                              |                                    |
| ---------------------------------- | ---------------------------------- | ---------------------------------- | ---------------------------------- |
| 1-й                                | Scic                               | 106ч 48' 44                        |                                    |
| 2-й                                | Kas-Kaskol                         | + 10' 01                           |                                    |
| 3-й                                | Filotex                            | + 15' 17                           |                                    |